# Grondtelegrafie
Grondtelegrafie is een verouderde vorm van telegrafie waarbij de aarde als elektrische geleider wordt gebruikt om morseberichten telegrafisch te versturen. Deze methode van "draadloze" communicatie was met name tijdens de Eerste Wereldoorlog in gebruik. De Franse legerkapitein Gustave-Auguste Ferrié was een van de pioniers op dit gebied.

## Techniek
Al lange tijd waren ingenieurs bekend met het fenomeen dat telegrafiesignalen zich een paar honderd meter door de grond konden voortplanten. Dit kwam doordat bij telegrafie de aarde werd gebruikt als retourgeleider.
Als zender werd een relatief groot soort zoemer gebruikt, een elektromagnetisch apparaat dat met een hoge frequentie een elektrisch circuit afwisselend maakt en verbreekt, dat door een eenvoudige batterij werd gevoed. De ontvanger bestond uit een telefoonversterker, met daarin een triode-elektronenbuis. Zowel de zender als de ontvanger waren via korte geïsoleerde kabels verbonden met aardelektrodes, lange stalen pennen die in de grond waren geslagen.

## Toepassing
Vanwege de korte afstand die overbrugd kon worden en de slechte kwaliteit ervan ten opzichte van vaste telegrafielijnen werd grondtelegrafie niet tot zeer weinig toegepast. Dit veranderde gedurende de Eerste Wereldoorlog omdat door de bombardementen vele vaste telegrafielijnen beschadigd waren geraakt.
De mobiliteit en het kunnen functioneren zonder elektrische kabels zorgde ervoor dat grondtelegrafie een belangrijk communicatiemiddel werd in de verschillende loopgraven. Snelle communicatie tussen de troepen in de voorste linies en de achterliggende artillerie was hierbij van levensbelang om te voorkomen dat oprukkende troepen beschoten werden door eigen vuur.
Gebruikers van grondtelegrafie ontdekten bij toeval dat hun ontvangers ook de telegrafie- en telefoniesignalen oppikten van lijnen die in de nabijheid van de ontvanger waren begraven. Hierdoor werd grondtelegrafie niet alleen gebruikt voor het ontvangen van de eigen telegraaf- of telefoonberichten, maar ook voor in het geheim afluisteren van de verbindingslijnen van de vijand.
Maar het was een techniek die na de oorlog reeds verouderd was omdat in de tussentijd een ander draadloos en beter communicatiemiddel was ingevoerd, namelijk de radio.